# 短線短蛇鯖
短線短蛇鯖為輻鰭魚綱鱸形目鯖亞目蛇鯖科的其中一種，分布於東南太平洋區的智利及復活節島海域，棲息深度180-400公尺，體長可達43公分，棲息在中底層水域，屬肉食性，以魚類、頭足類等為食。

## 擴展閱讀
維基物種上的相關：短線短蛇鯖